# トーマス・オーウェン
トーマス・オーウェン（Thomas Owen、1910年 - 2002年、本名ジェラルド・ベルトット）は、ベルギーの短編小説家。奇妙な味を得意とした作家である。
ベルギーにおける幻想的なフィクションの黄金時代の一人として、ジャン・レー、フランツ・エランス（英語: Franz Hellens）と並んで称賛されており、ベルギー幻想派四天王とも称される 。
生涯で300以上の短編小説を書いたが、そのほとんどはファンタジーか「奇妙な味」の作品のどちらかであった 。

## バイオグラフィー
トーマス・オーウェンは探偵小説の作家としてスタートしたが、1942年の『l’Initiation à la Peur』でファンタスティックな作品に切り替えた。
彼は、奇妙なベルギーの学校の創設者の一人、ジャン・レーと親交を深め、1964年にレーが死ぬまで親しい友人であった。

## 著書
- 『黒い玉 十四の不気味な物語』（加藤尚宏訳、東京創元社） 1993、のち創元推理文庫 2006、ISBN 978-4-488-50502-8
- 『青い蛇 十六の不気味な物語』（加藤尚宏訳、東京創元社） 1994、のち創元推理文庫 2007、ISBN 978-4-488-50503-5